# Володимир Бандура

## Біографія
Народився 01.05.1950 р. в с. Сновичі на Львівщині. Один з засновників товариства “Просвіта”, Народного Руху України та Української Республіканської партії на Золочівщині. За освітою інженер-конструктор.

Автор чотирьох поетичних збірок, присвячених 7-ми мільйонам українських емігрантів останньої хвилі, а також в співавторстві з синами Андрієм та Валентином документального фільму про українських заробітчан Португалії “Чужа Україна?”, публіцист, перекладач поезії з англійської та португальської мови. Координатор міжнародного медіа-проекту “Західно-Європейський україномовний видавничий концерн”. Учасник VIII, IX Світового Конґресу українців та IV-го форуму українців у Києві.
```
 Грамота від Президента Віктора Ющенка.
```

## Відгуки відомих письменників про творчість В. Бандури
Дмитро Павличко: Я знайомий із трьома збірками його віршів: “Заробітчанські мелодії”, “Залишаю яблуні в цвіту” і “Причастя з розіп'ятих Рук Твоїх” і вважаю, що маємо справу з талантом. Він — лірик, патріотична душа, клубок болісних почувань, висотаних з подій, що змусили сотні тисяч українців покинути рідну землю. Пісенність поезаї В. Бандури очевидна і чутна слухом людської душі. Перебуваючи в Португалії на заробітках, вивчив мову Камоенса, переклав цілий жмуток португальської поезії.Є в нього здібність до сюжетних творів, про що свідчать вірші на теми біблійних постатей.
Петро Кононенко, академік, письменник, директор Інституту українознавства НАН: Я ознайомився з трьома поетичними збірками В. Бандури та з документальним фільмом “Чужа Україна?”, деякими публіцистичними творами і був та залишаюся враженим його творами та його мудрою і мужньою патріотичною душею. Він — щирий, оригінальний, отже — справжній поет. Для В. Бандури українство у Португалії — то ще одна суттєва грань української долі. Він бачить Україну та українців і Світ — великий, строкатий, хвалений добробутом і демократією, але насправді дуже суворий до людини поза межами батьківщини. І це якнайяскравіше виображує В. Бандура — він незмінно все, що визначає зміст сучасного заробітчанського життя, міряє українським аршином: материнською щирою ласкою, рідними полями, українською долею і пам'яттю віків та поколінь, зафіксованих у власній неспокійній душі.
Роман Дідула, письменник: В. Бандура ніколи не говорив про свою пристрасть до віршування, про неї я почув лише з десяток років тому. Переді мною був поет, і поет справжній, хоч і без поетичної школи. У віршах — світ людини навдивовижу щирої, життєлюбної, завзятої, відкритої до любові й добра, світ вічно роботящої душі. Від книжки до книжки поет росте і я радуюся словом друга.